# Пагр червоний
Пагр червоний (лат. Pagrus major , яп. 真鯛, мадай, англ. Genuine porgy, Snapper sea bream) — риба родини спарових (Sparidae). Також відома як червоний морський карась або великий червоний тай. Крім цього вона знана як червоний морський лящ, але ця назва використовується і для інших видів риб.
Червоний пагр мешкає біля островів Малайського архіпелагу та узбережжя Південно-Східної і Східної Азії — у Японському, Жовтому, Східно-Китайському і Південно-Китайському морях.

## Короткий опис

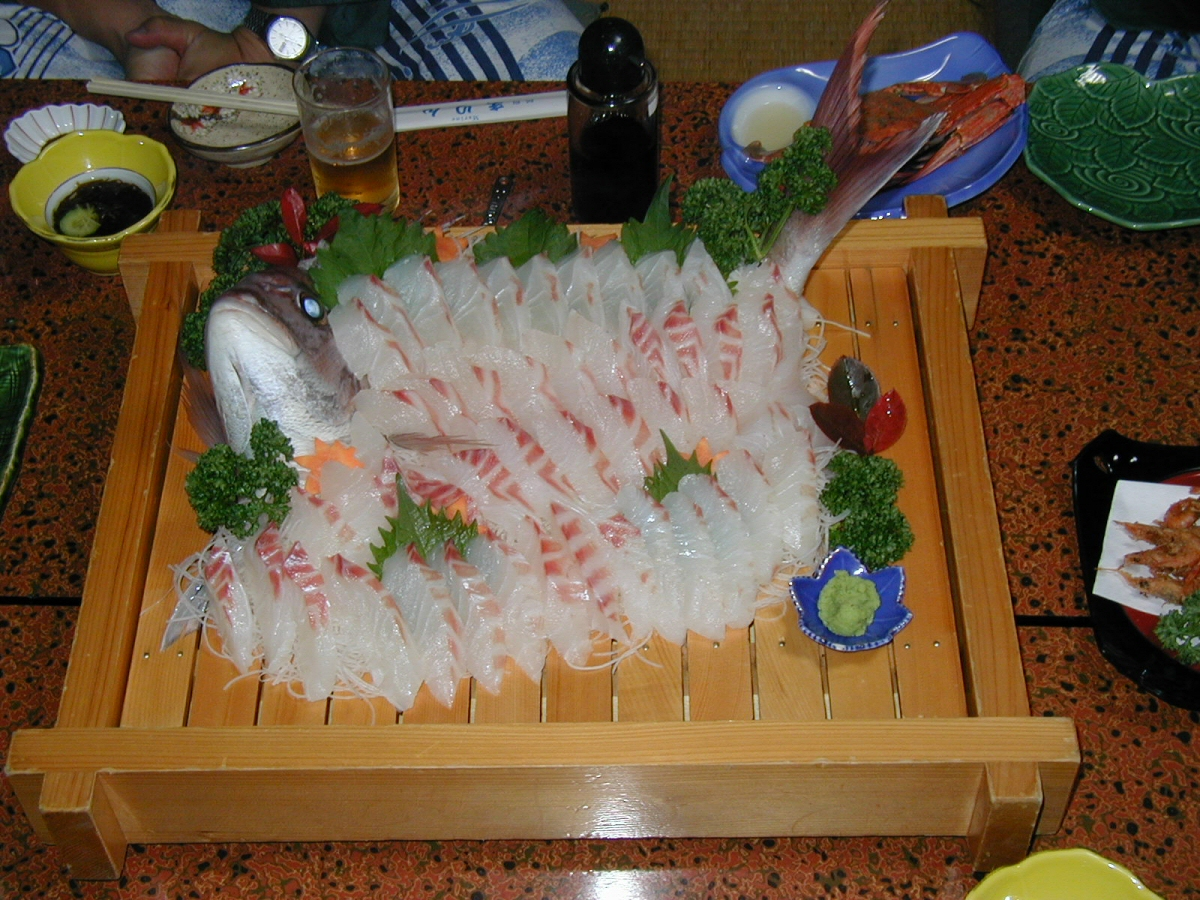
Сасімі з червоного пагра.

Тіло червоного пагра високе, округлої форми, сплюснуте з боків. Забарвлення спини рожево-брунатне, а боків— червоно-бронзове. У верхній частині тіла знаходяться невеликі блакитні плями. Живіт має сріблястий колір. Хвостове стебло відносно високе, а спина дугоподібно вигнута. Рот низький, губи тонкі. В передній частині обох щелеп знаходяться міцні ікла. Червоний пагр досягає в довжину до 120 см.
Зазвичай мешкає на глибинах від 10 до 50 м, переважно в районах з кам'янистим дном, але трапляється і в районах з м'яким дном та на рифах. Дорослі риби мігрують у неглибокі райони для нересту наприкінці весни — на початку літа, мальки народжуються саме в неглибоких районах. Харчується придонними безхребетними, зокрема черв'яками, молюсками і ракоподібніми, інколи іншими рибами.
Це популярна промислова риба всюди, де вона мешкає. Червоний пагр цінується в японській кухні як святкова страва. Риба продається живою, свіжою і мороженою. Використовується в їжу смаженою, запеченою, вареною і приготованою на пару. Також використовується в китайській народній медицині.